# Rhyacophila tachikawana
Rhyacophila tachikawana là một loài Trichoptera trong họ Rhyacophilidae. Chúng phân bố ở miền Cổ bắc.